# Encenedor

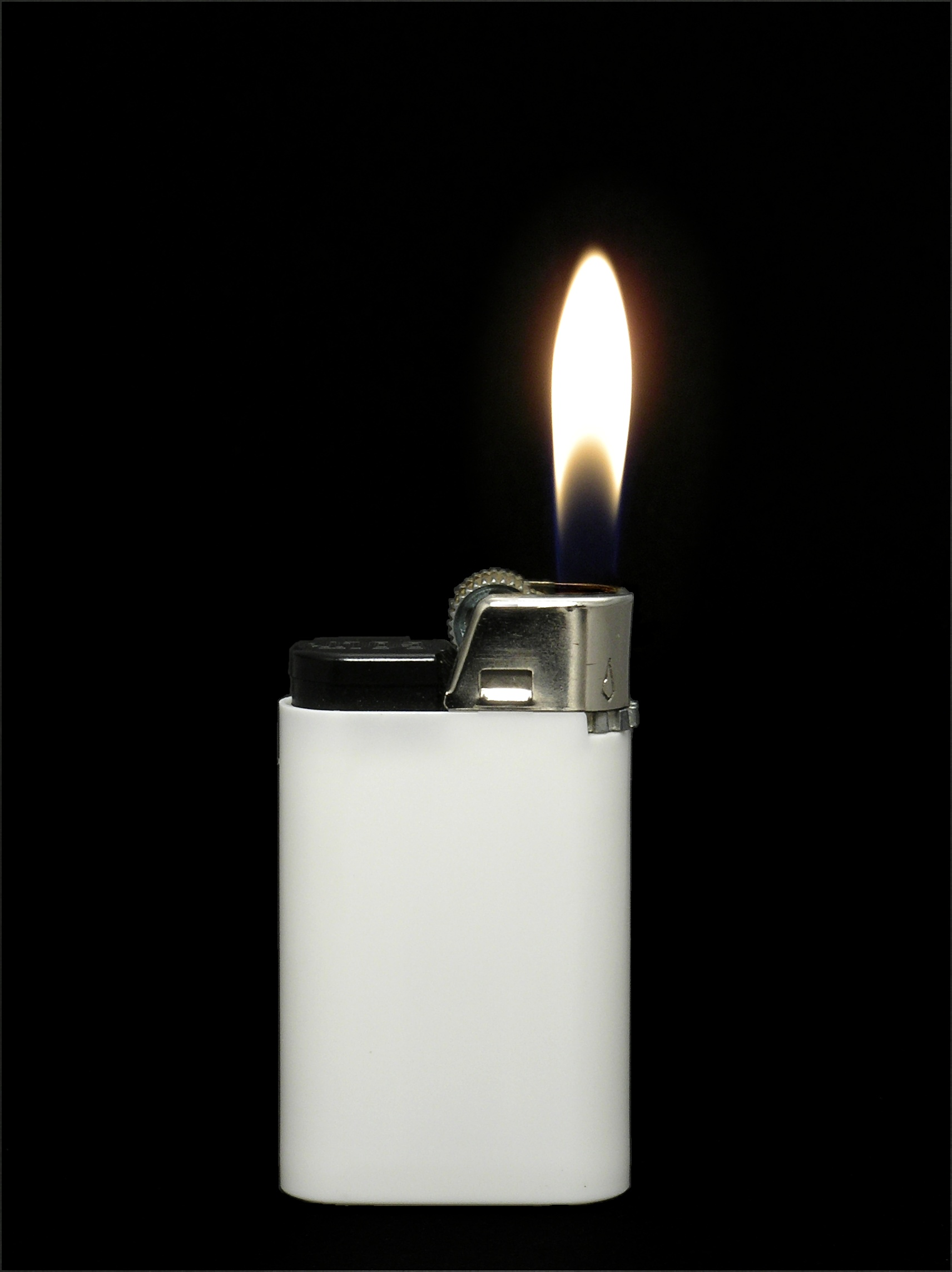
Encenedor de gas encès

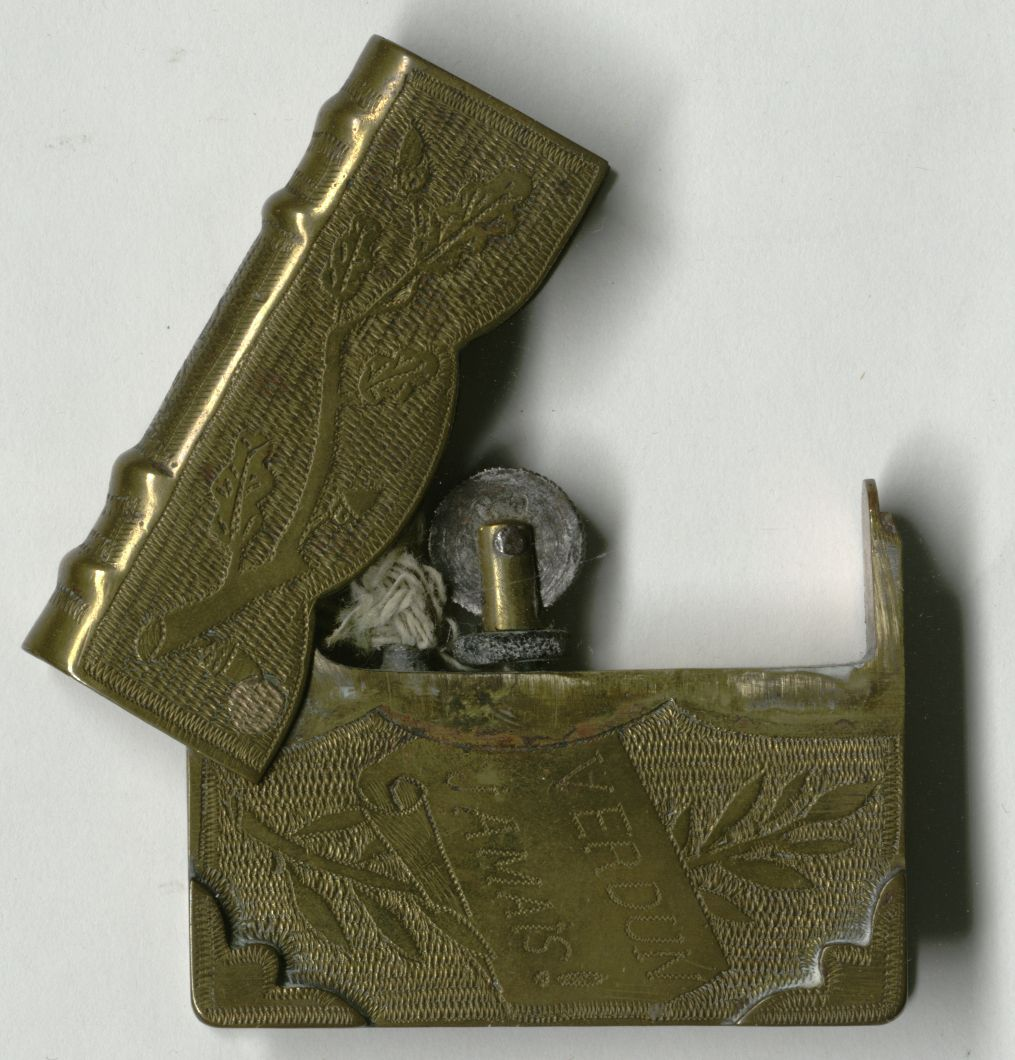
Antic encenedor fet servir durant la batalla de Verdun

Un encenedor o mistera és un dispositiu usat per a encendre una altra substància que serà l'encarregada de mantindre la flama per més temps.

## Història i tipus de misteres
Els primers encenedors consisteixen en un tub, d'uns 6 a 8 mil·límetres de diàmetre (generalment de llautó), pel que discorria una metxa de cotó. En un altre tub paral·lel hi havia una pedra d'encendre mantinguda amb un moll i un cargol contra una roda estriada que, fent-la girar amb el dit, produïa espurnes que encenien la metxa. Una vegada utilitzada la brasa produïda en la metxa, es retreia aquesta dins del seu tub amb una tapadora enganxada amb un fil d'aram, que apagava la brasa per sufocació (falta d'oxigen per a la combustió).
Els encenedors posteriors, no tenien ble i estaven formats per un dipòsit que emmagatzema el combustible (benzina, butà o altres), una pedra que provoca l'espurna per fregament i un mecanisme per a apagar la flama còmodament per cessament d'oxigen.
Els més moderns no solen utilitzar la pedra, sinó un sistema electrònic que produeix una espurna. Són molt menys duradors que els de pedra, però molt més barats.

## Encenedor de cigarrets en automòbils
La majoria dels automòbils té un encenedor elèctric format per un cable enrotllat pel qual passa un corrent de 15 a 20 ampers que en pocs segons escalfa l'encenedor. Una vegada es torna de color ataronjat, és capaç d'encendre el cigarret.

## Altres tipus d'encenedors
- El pistó foguer o foguer pneumàtic ("firepiston" en anglès). Aprofita l'escalfament adiabàtic de l'aire comprimit en un pistó quan l'èmbol es desplaça ràpidament (vegeu motor dièsel).
- L'encenedor solar, que consisteix en una lupa o en un mirall que concentra els raigs del sol en un punt.